# Tingeting
Tingeting est un lieu d'habitation dans les îles Loyauté sur l'île de Lifou.
Tingeting est une tribu au nord Est de l’ile de Lifou. Elle fait partie de la grande chefferie de
Wetr.